# Johnny Andersen
Johnny Andersen (født 1969) er en tidligere dansk atlet. Han er medlem i Københavns IF fra 1984, foruden 2001 hvor han var i Frederiksberg IF, derefter i Sparta Atletik fra 2010.

## Danske mesterskaber
- Bronze 2005 Vægtkast 12,43

## Internationale veteranmesterskaber
- 2006 Veteran-VM inde 35-39 Vægtkast 10.plads 10,80
- 2005 Veteran-VM 35-39 Hammerkast  Bronze 40,99
- 2005 Veteran-EM inde 35-39 Vægtkast inde  Bronze 13,04